# Первый дом Куртене

Герб сеньоров Куртене

Первый дом Куртене (фр. Premier maison de Courtenay) — знатный род французского происхождения. Название произошло от замка Куртене в Гатине.

## История
Родоначальником рода был Атто (Аттон) де Шато-Рено (ум. после 1039), вероятно потомок графов Санса. Он воспользовался войной за обладание герцогством Бургундия между королём Франции Робертом II Благочестивым и Отто Гильомом, графом Бургундии, чтобы захватить землю, в которой он построил замок Куртене.
При внуках Аттона род разделился на 2 ветви.
Старшая ветвь

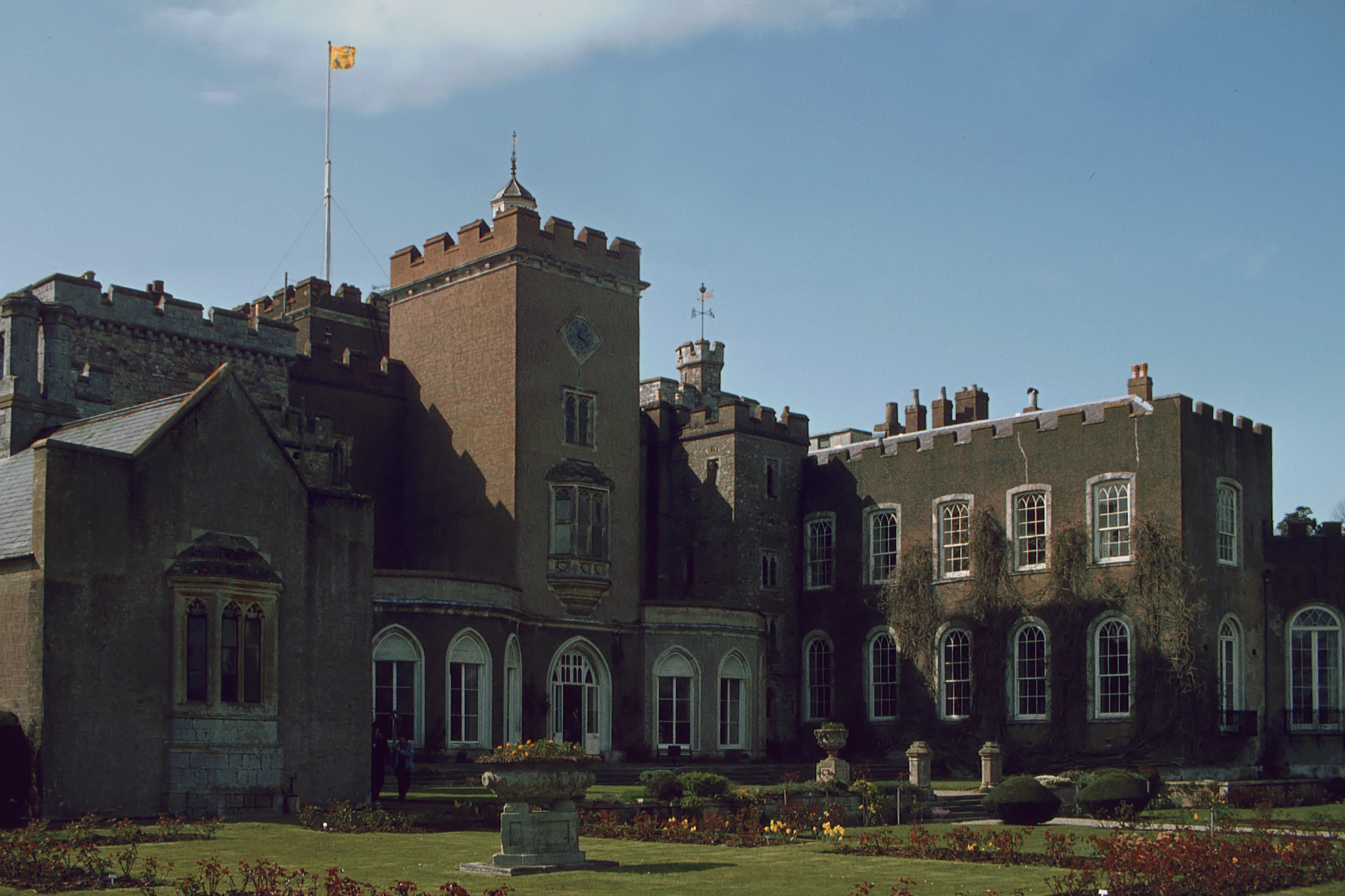
Замок Паудерем — резиденция современных Куртене (Кортни)

Её родоначальником был Миль де Куртене, старший сын Жослена, 2-го сеньора де Куртене, и Елизаветы де Монлери. Его младший сын Рено, 4-й сеньор де Куртене выдал свою дочь Елизавету замуж за Пьера, одного из сыновей короля Франции Людовика VI, отдав в качестве приданого сеньорию Куртене, а сам вместе с королём Генрихом II перебрался в Англию. Внук Рено, Роберт, получил ряд владений в Девоне с центром в Оукхемптоне. Он стал родоначальником английского рода Кортни. Он женился на Марии де Редверс, дочери Уильяма де Вернона, 5-го графа Девона, чем обеспечил своим потомкам приобретение титула графа Девона и вхождение в круг высшей английской аристократии. Правнук Роберта, Хью де Куртене (ум. 1340), в 1335 году был признан графом Девона. Этот род существует и сейчас.
Младшая (Эдесская) ветвь
Её родоначальником был Жослен, младший сын Жослена, 2-го сеньора де Куртене, и Елизаветы де Монлери. Он перебрался в Палестину, где под именем Жослен I стал в 1118 году графом Эдессы, сменив своего двоюродного брата Бодуэна (Балдуина) II де Бурга, ставшего королём Иерусалима. Однако сын Жослена I, Жослен II утратил Эдессу. Ветвь угасла после смерти в 1200 году Жослена III, титулярного графа Эдессы, оставившего только двух дочерей.

## Генеалогия
- Атто (Аттон) (ум. до 1039), сеньор де Шато-Рено, 1-й сеньор де Куртене
  -  Жослен (ум. до 1065), 2-й сеньор де Куртене; жена: 1. Хильдегарда, дочь Жоффруа II Ферреоля, графа Гатине; 2.  Елизавета, дочь Ги I де Монлери
    - (от 1-го брака) Этьен (ум. ок. 1101); жена: Эрсента де Монтеро
      -  (?) Адам де Шальи, родоначальник виконтов де Мелюн

    - (от 2-го брака) Одерна; муж: Жоффруа II, сеньор де Жуанвиль
    -  (от 2-го брака) Миль (ум. до 1127), 3-й сеньор де Куртене; жена: с 1095 Ирменгарда, дочь Рено II, графа Невера
      - Гильом (ум. ок. 1145), 4-й сеньор де Куртене
      - Жослен
      -  Рено (ум. 27 сентября 1194), 5-й сеньор де Куртене, позже барон Саттон в Беркшире; жена: 1. Елена (Елизавета), дочь Фредерика дю Донжон; 2. Мод (Мария) ФицРоберт, дочь Роберта ФицЭдит, незаконного сына короля Англии Генриха I
        - (от 1-го брака) Гильом (ум. до 1190)
        - (от 1-го брака) Рено (ум. 1209); жена: 1. Хафиза де Куси; 2. N
          -  (от 1-го брака) Роберт из Оукхемптона (ум. 1242)
            -  лорды Куртене (Кортни), графы Девона

        - (от 1-го брака) Елизавета; муж: Пьер I де Куртене, 6-й сеньор де Куртене, 6-й сын Людовика VI, короля Франции
          -  2-й дом Куртене (ветвь Капетингов)

        - (от 1-го брака) Эльвида; муж: Аваллон де Сегнеле
        - (от 2-го брака) Роберт из Саттона (ум. 1206/1209), лорд Саттон из Беркшира, шериф Камберленда; жена: 1. Мод, дочь Рено ФицУрса из Балвика; 2. ок. 1195 Алиса, леди Кокермута и Аллердейла, дочь Вильяма ФицДункана 
          -  (от 2-го брака) Вильям (ум. до 1214), лорд Балвика, Апминстера и Моурла, лорд Монтгомери с 1207; жена: Ада, дочь Патрика I, графа Данбара

        -  (от 2-го брака) Жослен I Великий (ум. 1131), 3-й граф Эдессы с 1118; жена: 1. Беатрис, дочь Констандина I, царя Киликийского царства; 2. Мария Салернская, дочь Ричарда де Готвиля, князя Салерно, регента Эдессы
          - (от 1-го брака) Жослен II (ум. 1159), 4-й граф Эдессы 1131—1150; жена: Беатрис
            - Жослен III (ум. 1200), титулярный граф Эдессы с 1159, маршал Иерусалимского двора 1156—1159, сенешаль 1176—1190; жена:  Агнес де Милли
              - Беатрис; муж:  Оттон фон Хеннеберг
              -  Агнес; муж:  Гильом де Ла Манделье

            - Агнес; муж: с 1158 Амори I, король Иерусалима
            -  Изабелла; муж:  1149 Торос II, царь Киликийского царства
              -  Стефания, аббатиса де Сен-Мари Мажёр

          - (от 2-го брака) Вендемонда (Ирменгарда); муж: с ок. 1080 Рено II Великий (ум. 1115), граф де Жуиньи
          -  (от 2-го брака) Жоффруа Шарпелю (ум. 1136/1139)